# Pribelja (Glamoč)
Pour les articles homonymes, voir Pribelja.
Pribelja (en serbe cyrillique : Прибеља) est un village de Bosnie-Herzégovine. Il est situé dans la municipalité de Glamoč, dans le canton 10 et dans la fédération de Bosnie-et-Herzégovine. Selon les premiers résultats du recensement bosnien de 2013, il compte 15 habitants.
Avant la guerre de Bosnie-Herzégovine, le village faisait entièrement partie de la municipalité de Glamoč ; après la guerre, son territoire a été partiellement intégré à la municipalité de Šipovo, rattachée à la république serbe de Bosnie.

## Démographie

### Évolution historique de la population
| 1948 | 1953 | 1961 | 1971 | 1981 | 1991 | 2013 |
| ---- | ---- | ---- | ---- | ---- | ---- | ---- |
| -    | -    | 679  | 639  | 425  | 233  | 15   |

|  |